# Международный арбитр по шахматам
Международный арбитр (англ. International Arbiter [IA]) — звание, присваиваемое ФИДЕ (с 1951) наиболее квалифицированным судьям и организаторам международных соревнований. 
К соискателям на звание международный арбитр предъявляется ряд требований: 

4.1 Хорошее знание правил шахмат, регламентов ФИДЕ по проведению шахматных соревнований, швейцарской системы жеребьёвки, регламентов ФИДЕ по выполнению норм на звания и рейтинговой системы ФИДЕ.
4.2 Абсолютная объективность, проявляемая во все времена при выполнении обязанностей арбитра.
4.3 Обязательное знание английского языка как минимум на разговорном уровне, а также знание шахматной терминологии на других официальных языках ФИДЕ.
4.4 Минимальные навыки работы на персональном компьютере на уровне пользователя. Знание программ для жеребьёвки, одобренных ФИДЕ, а также программ Word, Excel и электронной почты.
4.5 Навыки работы с электронными шахматными часами различных типов и для различных систем
4.6 Опыт работы арбитром как минимум на четырёх (4) рейтинговых турнирах ФИДЕ следующего типа:
a) Финал национального личного (взрослого) чемпионата (максимум две нормы).
b) Все официальные турниры и матчи ФИДЕ.
c) Международные турниры, в которых возможны выполнение норм на звания ФИДЕ для игроков.
d) Международные рейтинговые турниры ФИДЕ с участием не менее 100 игроков из как минимум трёх (3) федераций, при этом не менее 30% участников должны иметь рейтинг ФИДЕ, и турнир должен состоять как минимум из семи туров (максимум одна норма).
e) Все официальные чемпионаты мира и континентов по быстрым шахматам и блицу среди взрослых и юниоров (максимум одна (1) норма).
4.7 Звание международного арбитра (IA) от IBCA, ICCD и IPCA приравнивается к одной норме IA.
4.8 Работа матчевым арбитром на Олимпиаде приравнивается к одной норме IA. Не более одной такой нормы может быть учтено при присвоении звания.
4.9 Звание международного арбитра (IA) может быть присвоено только тем кандидатам, которые уже имеют звание арбитра ФИДЕ (FA).
4.10 Все нормы для получения звания IA должны отличаться от норм, использованных для получения звания FA, и должны быть выполнены после присвоения звания FA.
4.11 По крайней мере две (2) представленные нормы должны быть подписаны разными главными арбитрами.

На 1.1.1988 в СССР звания международный арбитр удостоены 82 человека:
| Год  |                                                                                    |
| ---- | ---------------------------------------------------------------------------------- |
| 1951 | Н. Зубарев, А. Котов, A. Прорвич, В. Рагозин, П. Романовский, В. Чудова, М. Юдович |
| 1953 | B. Алаторцев, В. Тихомирова                                                        |
| 1954 | И. Бондаревский                                                                    |
| 1956 | Л. Гаркунов, И. Кан, Я. Рохлин, Т. Страндстрем                                     |
| 1957 | Л. Абрамов, Г. Равинский                                                           |
| 1961 | B. Виноградов, К. Гогиава                                                          |
| 1962 | Г. Гачечиладзе, Б. Наглис                                                          |
| 1963 | А. Богатин, C. Флор                                                                |
| 1964 | М. Волковысский, Ю. Зарубин, О. Рубцова                                            |
| 1965 | А. Акопян, Г. Гольдберг, Б. Крапиль, Т. Крюкова, Г. Фридштейн                      |
| 1966 | Н. Овечкин, М. Черкес, Л. Шапиро                                                   |
| 1967 | Б. Баранов                                                                         |
| 1968 | Е. Кесельман, В. Микенас, Б. Равкин, Л. Церодзе                                    |
| 1969 | Ю. Авербах, Л. Вахесаар, Ю. Карахан                                                |
| 1970 | Е. Нуз                                                                             |
| 1971 | А. Гурвич                                                                          |
| 1972 | И. Березин, Т. Гиоргадзе, О. Игнатьева                                             |
| 1973 | Л. Островский                                                                      |
| 1974 | Р. Какиашвили, П. Керес, Е. Пекарская, О. Томсон                                   |
| 1976 | Н. Роговешко                                                                       |
| 1977 | В. Дворкович, К. Зворыкина, Н. Кравчук, А. Хачатрян                                |
| 1978 | 3. Рекшанс, М. Усачий, В. Шувалов                                                  |
| 1979 | Ю. Лобанов, Е. Меликсет-Бек                                                        |
| 1980 | М. Бейлин, Ф. Гасанов, В. Люблинский, Г. Осташевский, В. Писарук, М. Ройзин        |
| 1981 | Л. Будков, А. Муратбеков                                                           |
| 1984 | В. Батуринский, Ю. Кабалевский, Валерий Козлов, Г. Пускунигис                      |
| 1985 | Е. Браун, Н. Крогиус, В. Севастьянов, Е. Колесников, Л. Любарская                  |
| 1986 | А. Лившиц, Л. Плоткин                                                              |
| 1987 | Э. Дубов, С. Резник                                                                |
| 1988 | А. Геллер, Л. Гершкович, В. Семёнушкин, А. Сибякин, О. Стецко, Ю. Шмагин           |
| 1989 | В. Арцукевич, Б. Булгин, Т. Головей, В. Ивин                                       |